# Phaonia obsoleta
Phaonia obsoleta är en tvåvingeart som beskrevs av Willi Hennig 1963. Phaonia obsoleta ingår i släktet Phaonia och familjen husflugor. Inga underarter finns listade i Catalogue of Life.